# Алгашка
Алга́шка (чув. Улхаш) — река в России, правый приток реки Суры. Течёт по территории Шумерлинского района Чувашии. Длина 41 км, площадь бассейна 388 км². Притоки в основном пересыхают. В 18 км от устья принимает слева реку Малая Алгашка.

## География
Река Алгашка берёт начало в лесах восточнее села Красная Звезда. Течёт на запад и впадает в реку Суру напротив деревни Лекаревка Нижегородской области. Вдоль течения реки расположены следующие населённые пункты: Красная Звезда, Красный Октябрь, Путь Ленина, Речной, Чувашские Алгаши, Русские Алгаши и Большие Алгаши.

## Данные водного реестра
По данным государственного водного реестра России относится к Верхневолжскому бассейновому округу, водохозяйственный участок реки — Сура от устья реки Алатырь и до устья, речной подбассейн реки — Сура. Речной бассейн реки — (Верхняя) Волга до Куйбышевского водохранилища (без бассейна Оки).
Код объекта в государственном водном реестре — 08010500412110000039197.